# Jeune Nation
Jeune Nation fue un movimiento ultraderechista, fascista y nacionalista francés, fundado en 1949 por Pierre Sidos y sus hermanos. Inspirado en la defensa del Régimen de Vichy y del fascismo italiano, el grupo recibió el apoyo de muchos nacionalistas jóvenes durante la guerra de Independencia de Argelia (1954–62), especialmente entre miembros del Ejército colonial francés. Promoviendo la violencia callejera y la insurrección extraparlamentaria contra la Cuarta República, los miembros creían que la inestabilidad generada durante la guerra de descolonización llevaría a un Golpe de Estado seguido por un régimen nacionalista. Jeune Nation fue el principal movimiento neofascista de Francia durante la década de 1950, llegando a tener entre tres y cuatro mil miembros. 

## Historia
Acusados de un ataque con bomba contra la Asamblea Nacional, Jeune Nación fue disuelto por decreto ministerial durante la crisis de mayo de 1958. La organización sin embargo sobrevivió en los años 60 a través de otras organizaciones nacionalistas, principalmente la Federación de Estudiantes Nacionalistas (1960–1967), la Organización del Ejército Secreto (1961–1962), Europe-Action ( 1963–1966), Occident (1964–1968) y L'Œuvre Française (1968–2013), todas fundadas por antiguos miembros de Jeune Nation.

## Miembros destacados
- Pierre Sidos, fundador de Jeune Nation, Occident y L'Œuvre Française.
- Dominique Venner, fundador de Europe-Action.
- François d'Orcival, miembro del comité editorial de Valeurs Actuelles.
- Jean-Louis Tixier-Vignancour, candidato en las Elecciones presidenciales de Francia de 1965.
- Jean-Jacques Susini, cofundador de la organización Armée Secrète.
- François Duprat, miembro fundador del Frente Nacional.
- Richard Bohringer, ganador de un premio César. [2]
- Pierre Bousquet, fundador del Frente Nacional.
- Pierre Vial
- Alain Robert